# Plain Jane
Plain Jane è un programma condotto da Louise Roe che ha debuttato sul canale The CW il 28 luglio 2010, ma dalla seconda stagione va in onda su MTV. In Italia va in onda su MTV Italia.
La prima stagione, composta da 12 episodi, viene trasmessa da MTV UK nel 2010, mentre in Italia nel 2012.
La seconda stagione, composta da 12 episodi, viene trasmessa da MTV UK nel 2011, mentre in Italia nel 2013.
La terza stagione, composta da 12 episodi, viene trasmessa da MTV UK nel 2013, mentre in Italia nel 2014.
È stata prodotta una versione italiana della serie intitolata "Come Mi Vorrei", condotto da Belen Rodriguez, andata in onda nel 2013, per un totale di 31 episodi.

## Il programma
Louise Roe, stilista ed esperta di moda, in ogni puntata accorre in aiuto di una "Plain Jane", una ragazza insicura che sente il bisogno di cambiare il proprio aspetto e aumentare la fiducia in se stessa. Attraverso un percorso che prevede analisi, sfide e shopping, la presentatrice aiuterà la "Plain Jane" a raffinarsi, avere a che fare con i ragazzi, accettare se stessa e rivoluzionare la propria immagine. Un'intensa settimana alla fine della quale la giovane affronterà il cambiamento in un magico appuntamento al buio con la persona di cui è innamorata. Toccherà alla ragazza chiarire la situazione e dichiararsi al ragazzo che le piace in una romantica location diversa per ognuna.